# Орден Моно
Орден Моно (фр. Ordre du Mono) — державна нагорода Тоголезької Республіки.

## Історія
Орден Моно був започаткований 2 вересня 1961 року законом № 61-35 з метою заохочення громадян за заслуги перед нацією. Ініціатором установи виступив президент Того Сілванус Олімпіо. Свою назву орден отримав на честь головної річки Того.